# Palawaniella nectandrae
Palawaniella nectandrae är en svampart som beskrevs av Arx 1960. Palawaniella nectandrae ingår i släktet Palawaniella och familjen Parmulariaceae.   Inga underarter finns listade i Catalogue of Life.